# Денисова (Курганская область)
Денисова — деревня в Частоозерском районе Курганской области. Входит в состав Частоозерского сельсовета.

## История
До 1917 года входила в состав Частоозерской волости Ишимского уезда Тобольской губернии. По данным на 1926 год состояла из 259 хозяйств. В административном отношении входила в состав Частоозерского сельсовета Частоозерского района Ишимского округа Уральской области.

## Население
| 1989 | 2002 | 2010 |
| ---- | ---- | ---- |
| 305  | ↘267 | ↘230 |

По данным переписи 1926 года в деревне проживало 1105 человек (505 мужчины и 600 женщин), в том числе: русские составляли 99 % населения.